# Jean Audouze
Jean Audouze (Cahors, 13 novembre 1940) è un astrofisico francese.
È direttore di ricerca presso il CNRS e insegna all'Istituto di studi politici di Parigi "Sciences Po". Dal 1993 al 1996 fu presidente della Cité des Sciences et de l'Industrie di La Villette e nel 1998 fu nominato direttore del Palais de la Découverte. È stato premiato con il Premio Kalinga nel 2004.